# Martin Nunataks
Martin Nunataks är nunataker i Antarktis. De ligger i Östantarktis. Australien gör anspråk på området.